# Current Biology
Current Biology è una rivista scientifica quindicinale sottoposta a revisione paritaria che copre tutte le aree della biologia, in particolare: biologia molecolare, biologia cellulare, genetica, neurobiologia, ecologia e biologia evolutiva. La rivista include articoli di ricerca, vari tipi di articoli di revisione ed editoriali.
La rivista è stata fondata nel 1991 dal gruppo Current Science, acquisito da Elsevier nel 1998. Dal 2001 fa parte di Cell Press, una divisione di Elsevier. 
Gli articoli divengono ad accesso aperto dopo una finestra editorialedi 12 mesi.
Secondo il Journal Citation Reports, la rivista ha ricevuto un fattore di impatto per il 2020 dpari a 10,834. È stata classificata come "rivista ad alto impatto" dal Superfund Research Program.

## Articoli notevoli
Esempi
 Roy Mukamel, Arne D Fadiga, Marco Iacoboni e Itzhak Fried, Single-neuron responses in humans during execution and observation of actions, in Current Biology, vol. 20, n. 8, 2010,  pp. 750–756, DOI:10.1016/j.cub.2010.02.045, PMC 2904852, PMID 20381353. (neuroni specchio)